# Wells Fargo (film)
Wells Fargo is een Amerikaanse western uit 1937 onder regie van Frank Lloyd. Destijds werd de film in Nederland uitgebracht onder de titel Tussen twee oceanen.

## Verhaal
Ramsay MacKay werkt in 1840 in dienst van Wells Fargo. Hij wil koste wat kost hun transportbedrijf op poten zetten. Daarbij moet hij de problemen met de goudkoorts in Californië, de oprichting van de Pony Express en de Burgeroorlog overbruggen. MacKay is zozeer toegewijd aan zijn opdracht dat hij de liefde van zijn vrouw Justine verliest.

## Rolverdeling
| Acteur            | Personage             |
| ----------------- | --------------------- |
| Joel McCrea       | Ramsay MacKay         |
| Bob Burns         | Hank York             |
| Frances Dee       | Justine Pryor         |
| Lloyd Nolan       | Dale Slade            |
| Henry O'Neill     | Henry Wells           |
| Mary Nash         | Mevrouw Pryor         |
| Ralph Morgan      | Nicholas Pryor        |
| Johnny Mack Brown | Talbot Carter         |
| Porter Hall       | James Oliver          |
| Jack Clark        | William Fargo         |
| Clarence Kolb     | John Butterfield      |
| Robert Cummings   | Dan Trimball          |
| Granville Bates   | Bradford              |
| Harry Davenport   | Ingalls               |
| Frank Conroy      | Ward                  |
| Brandon Tynan     | Edwards               |
| Peggy Stewart     | Alice MacKay          |
| Bernard Siegel    | Pawnee                |
| Stanley Fields    | Abe                   |
| Jane Dewey        | Lucy Dorsett Trimball |
| Frank McGlynn sr. | Abraham Lincoln       |

## Prijzen en nominaties
| Jaar | Prijs  | Categorie    | Genomineerde(n) | Uitslag     |
| ---- | ------ | ------------ | --------------- | ----------- |
| 1357 | Oscars | Beste geluid | Loren L. Ryder  | Genomineerd |